# میر براون
میر براون (به انگلیسی: Mayer Brown) یک شرکت حقوقی چندملیتی است که در سال ۱۸۸۱ تأسیس شد. این شرکت بیش از ۱٬۵۰۰ وکیل دارد و درآمد آن در سال مالی ۲۰۱۲ بالغ بر ۱٫۱ میلیارد دلار بوده‌است. شرکت میر براون ۲۰ دفتر در کشورهای مختلف جهان دارد. خدمات حقوقی این شرکت شامل بانکداری و امور مالی، اوراق بهادار، استخدام و مزایا، تجارت جهانی، مشاوره به دولت‌ها (روابط و قراردادها)، مالکیت معنوی، دعوای قضایی و حل اختلاف، املاک و مستغلات، تجدید ساختار و ورشکستگی، مالیات (اختلاف مالیاتی، معاملات مالیاتی و مشاوره) و مدیریت ثروت می‌شود.